# Mydaea fumicosta
Mydaea fumicosta este o specie de muște din genul Mydaea, familia Muscidae, descrisă de John Otterbein Snyder în anul 1941.
Este endemică în Ecuador. Conform Catalogue of Life specia Mydaea fumicosta nu are subspecii cunoscute.